# Superliga rosyjska w piłce siatkowej mężczyzn (2018/2019)
Superliga rosyjska w piłce siatkowej mężczyzn 2018/2019 – 28. sezon walki o mistrzostwo Rosji organizowany przez Wsierossijskaja Fiedieracyja Wolejboła. Zainaugurowany został 13 października 2018 i będzie trwał do maja 2019 roku.
W sezonie 2018/2019 w Lidze Mistrzów Rosję reprezentują Zenit Kazań, Zenit Petersburg i Dinamo Moskwa, w Pucharze CEV − Kuzbass Kemerowo, a w Pucharze Challenge − Biełogorje Biełgorod.
Mistrzem Rosji po raz pierwszy w historii została drużyna Kuzbass Kemerowo.

## System rozgrywek
- Faza zasadnicza: uczestniczyło w niej 14 drużyn, które rozegrały ze sobą po dwa spotkania systemem kołowym. Osiem najlepszych zespołów awansowało do fazy play-off, a sześć pozostałych powalczyło w fazie play-out.
- Faza play-off: składała się z ćwierćfinałów (do dwóch zwycięstw), meczów o miejsca 5-8 (do dwóch zwycięstw), półfinałów (do dwóch zwycięstw), meczu o 5. miejsce (do dwóch zwycięstw), meczu o 3. miejsce (do dwóch zwycięstw) oraz finału (do trzech zwycięstw), który wyłonił mistrza Rosji.
- Faza play-out: w jej ramach rozegrano trzy pojedynki (do trzech zwycięstw). Zwycięzcy zapewnili sobie utrzymanie w lidze. Przegrani musieli wziąć udział w barażach.
- Baraże: trzej przegrani z fazy play-out oraz najlepsza drużyna obecnego sezonu Wysszej ligi "A" rozegrali ze sobą po dwa mecze każdy z każdym w trakcie dwóch turniejów. Dwie najlepsze drużyny zapewniły sobie utrzymanie się w lub awans do Superligi. Pozostałym dwa zespołom przypadło pozostanie w lub spadek do Wysszej ligi "A".

## Drużyny uczestniczące
| | Superliga 2018/2019           |    |     |
| --- | ----------------------------- | -- | --- |
| KAZ | Zenit Kazań                   | 1  | LM  |
| ZPE | Zenit Petersburg              | 2  | LM  |
| DMO | Dinamo Moskwa                 | 3  | LM  |
| KUZ | Kuzbass Kemerowo              | 4  | CEV |
| BIE | Biełogorje Biełgorod          | 5  | Ch  |
| FAK | Fakieł Nowy Urengoj           | 6  |     |
| LNO | Lokomotiw Nowosybirsk         | 7  |     |
| NOWA | Nowa Nowokujbyszewsk          | 8  |     |
| UFA | Ural Ufa                      | 9  |     |
| SUR | Gazprom-Jugra Surgut          | 10 |     |
| JEN | Jenisiej Krasnojarsk          | 11 |     |
| DSB | Dinamo-LO Sosnowy Bór         | 12 |     |
| JAR | Jarosławicz Jarosław          | 13 |     |
| SAM | Jugra-Samotłor Niżniewartowsk | 14 |     |
| Oznaczenia: - kolumna pierwsza – skróty nazw drużyn wpisane na mapie (jeśli ta została zamieszczona), - kolumna trzecia – miejsce zajęte przez daną drużynę w poprzednim sezonie. |                               |    |     |

## Faza zasadnicza

### Tabela wyników
| Gospodarz \ Gość1             | KAZ | ZPE | DMO | KUZ | BIE | FAK | LNO | NOWA | UFA | SUR | JEN | DSB | JAR | SAM |
| ----------------------------- | --- | --- | --- | --- | --- | --- | --- | ---- | --- | --- | --- | --- | --- | --- |
| Zenit Kazań                   | -   | 3:1 | 3:1 | 3:1 | 3:0 | 2:3 | 3:0 | 3:0  | 3:0 | 3:1 | 3:2 | 3:0 | 3:0 | 3:0 |
| Zenit Petersburg              | 1:3 | -   | 3:1 | 1:3 | 3:0 | 3:1 | 3:1 | 3:1  | 3:1 | 3:0 | 3:0 | 3:2 | 3:0 | 3:0 |
| Dinamo Moskwa                 | 2:3 | 0:3 | -   | 0:3 | 3:1 | 1:3 | 1:3 | 3:0  | 2:3 | 3:1 | 3:0 | 3:2 | 3:2 | 3:0 |
| Kuzbass Kemerowo              | 0:3 | 0:3 | 3:0 | -   | 3:1 | 3:2 | 3:0 | 3:0  | 3:0 | 3:2 | 3:0 | 3:0 | 3:0 | 3:0 |
| Biełogorje Biełgorod          | 1:3 | 3:1 | 3:0 | 0:3 | -   | 3:2 | 3:2 | 3:0  | 2:3 | 3:0 | 3:0 | 3:0 | 3:0 | 3:0 |
| Fakieł Nowy Urengoj           | 0:3 | 3:2 | 3:2 | 3:2 | 3:1 | -   | 3:0 | 3:0  | 3:0 | 3:0 | 3:0 | 3:0 | 3:0 | 3:0 |
| Lokomotiw Nowosybirsk         | 0:3 | 3:1 | 1:3 | 2:3 | 0:3 | 3:2 | -   | 3:0  | 3:0 | 3:0 | 3:1 | 3:0 | 3:0 | 3:0 |
| Nowa Nowokujbyszewsk          | 1:3 | 1:3 | 0:3 | 0:3 | 0:3 | 2:3 | 3:2 | -    | 2:3 | 2:3 | 3:1 | 2:3 | 3:0 | 3:0 |
| Ural Ufa                      | 0:3 | 0:3 | 1:3 | 3:0 | 0:3 | 3:2 | 1:3 | 1:3  | -   | 3:2 | 3:1 | 2:3 | 3:0 | 3:1 |
| Gazprom-Jugra Surgut          | 1:3 | 0:3 | 3:0 | 0:3 | 1:3 | 2:3 | 2:3 | 0:3  | 0:3 | -   | 3:0 | 3:0 | 3:0 | 3:0 |
| Jenisiej Krasnojarsk          | 0:3 | 3:1 | 2:3 | 0:3 | 0:3 | 1:3 | 1:3 | 3:1  | 3:1 | 3:1 | -   | 2:3 | 3:1 | 3:0 |
| Dinamo-LO Sosnowy Bór         | 0:3 | 2:3 | 1:3 | 0:3 | 0:3 | 1:3 | 0:3 | 2:3  | 3:1 | 0:3 | 1:3 | -   | 3:2 | 3:2 |
| Jarosławicz Jarosław          | 1:3 | 0:3 | 3:2 | 1:3 | 1:3 | 1:3 | 1:3 | 2:3  | 0:3 | 1:3 | 1:3 | 1:3 | -   | 3:2 |
| Jugra-Samotłor Niżniewartowsk | 1:3 | 1:3 | 1:3 | 1:3 | 0:3 | 3:2 | 0:3 | 3:2  | 3:2 | 1:3 | 1:3 | 0:3 | 3:1 | -   |

Źródło: volley.ru
1 Drużyna gospodarzy jest wymieniona po lewej stronie tabeli.
Kolory:
  zwycięstwo gospodarzy 3:0 lub 3:1
  zwycięstwo gospodarzy 3:2
  zwycięstwo gości 3:0 lub 3:1
  zwycięstwo gości 3:2

### Terminarz i wyniki spotkań
| Data        | Gospodarz                     | Rezultat                                        | Gość                          |
| ----------- | ----------------------------- | ----------------------------------------------- | ----------------------------- |
| 1. KOLEJKA  |                               |                                                 |                               |
| 13.10.2018  | Lokomotiw Nowosybirsk         | 3:0 (25:22, 25:18, 25:13) Raport                | Nowa Nowokujbyszewsk          |
| 13.10.2018  | Kuzbass Kemerowo              | 3:0 (25:19, 31:29, 25:22) Raport                | Jenisiej Krasnojarsk          |
| 13.10.2018  | Dinamo Moskwa                 | 3:2 (21:25, 25:19, 25:19, 18: 25, 15:10) Raport | Dinamo-LO Sosnowy Bór         |
| 13.10.2018  | Jarosławicz Jarosław          | 0:3 (15:25, 20:25, 27:29) Raport                | Zenit Petersburg              |
| 14.10.2018  | Fakieł Nowy Urengoj           | 3:0 (25:16, 25:23, 25:21) Raport                | Ural Ufa                      |
| 14.10.2018  | Zenit Kazań                   | 3:0 (25:15, 25:21, 25:19) Raport                | Jugra-Samotłor Niżniewartowsk |
| 14.10.2018  | Biełogorje Biełgorod          | 3:0 (25:20, 25:19, 28:26) Raport                | Gazprom-Jugra Surgut          |
| 2. KOLEJKA  |                               |                                                 |                               |
| 19.10.2018  | Dinamo Moskwa                 | 2:3 (20:25, 25:23, 25:19, 21:25, 13:15) Raport  | Zenit Kazań                   |
| 20.10.2018  | Kuzbass Kemerowo              | 3:0 (25:23, 25:16, 25:13) Raport                | Jarosławicz Jarosław          |
| 20.10.2018  | Gazprom-Jugra Surgut          | 2:3 (19:25, 25:23, 19:25, 25:21, 11:15) Raport  | Lokomotiw Nowosybirsk         |
| 20.10.2018  | Zenit Petersburg              | 3:0 (25:12, 25:18, 25:20) Raport                | Jugra-Samotłor Niżniewartowsk |
| 21.10.2018  | Nowa Nowokujbyszewsk          | 2:3 (21:25, 25:14, 25:19, 18:25, 7:15) Raport   | Ural Ufa                      |
| 21.10.2018  | Dinamo-LO Sosnowy Bór         | 0:3 (23:25, 17:25, 23:25) Raport                | Biełogorje Biełgorod          |
| 21.10.2018  | Jenisiej Krasnojarsk          | 1:3 (17:25, 26:24, 17:25, 21:25) Raport         | Fakieł Nowy Urengoj           |
| 3. KOLEJKA  |                               |                                                 |                               |
| 27.10.2018  | Jenisiej Krasnojarsk          | 1:3 (20:25, 20:25, 25:19, 19:25) Raport         | Lokomotiw Nowosybirsk         |
| 27.10.2018  | Jugra-Samotłor Niżniewartowsk | 3:2 (21:25, 18:25, 25:21, 25:20, 15:11) Raport  | Ural Ufa                      |
| 27.10.2018  | Gazprom-Jugra Surgut          | 0:3 (18:25, 17:25, 21:25) Raport                | Nowa Nowokujbyszewsk          |
| 27.10.2018  | Fakieł Nowy Urengoj           | 3:0 (30:28, 25:14, 25:23) Raport                | Dinamo-LO Sosnowy Bór         |
| 27.10.2018  | Zenit Kazań                   | 3:1 (25:19, 27:25, 20:25, 25:16) Raport         | Kuzbass Kemerowo              |
| 27.10.2018  | Jarosławicz Jarosław          | 1:3 (25:27, 24:26, 27:25, 20:25) Raport         | Biełogorje Biełgorod          |
| 28.10.2018  | Zenit Petersburg              | 3:1 (18:25, 25:22, 25:14, 25:23) Raport         | Dinamo Moskwa                 |
| 4. KOLEJKA  |                               |                                                 |                               |
| 09.11.2018  | Zenit Kazań                   | 3:0 (25:17, 25:21, 25:20) Raport                | Biełogorje Biełgorod          |
| 10.11.2018  | Ural Ufa                      | 3:2 (19:25, 27:29, 25:20, 25:16, 15:9) Raport   | Gazprom-Jugra Surgut          |
| 10.11.2018  | Fakieł Nowy Urengoj           | 3:0 (25:11, 25:17, 25:21) Raport                | Jarosławicz Jarosław          |
| 10.11.2018  | Nowa Nowokujbyszewsk          | 3:1 (25:20, 25:20, 20:25, 25:21) Raport         | Jenisiej Krasnojarsk          |
| 10.11.2018  | Dinamo Moskwa                 | 3:0 (25:21, 25:15, 25:23) Raport                | Jugra-Samotłor Niżniewartowsk |
| 10.11.2018  | Zenit Petersburg              | 1:3 (22:25, 25:20, 18:25, 17:25) Raport         | Kuzbass Kemerowo              |
| 11.11.2018  | Dinamo-LO Sosnowy Bór         | 0:3 (16:25, 20:25, 25:27) Raport                | Lokomotiw Nowosybirsk         |
| 5. KOLEJKA  |                               |                                                 |                               |
| 17.11.2018  | Jugra-Samotłor Niżniewartowsk | 3:2 (25:22, 25:18, 21:25, 17:25, 15:13) Raport  | Nowa Nowokujbyszewsk          |
| 17.11.2018  | Gazprom-Jugra Surgut          | 2:3 (25:22, 21:25, 22:25, 25:15, 8:15) Raport   | Fakieł Nowy Urengoj           |
| 17.11.2018  | Dinamo-LO Sosnowy Bór         | 0:3 (24:26, 14:25, 26:28) Raport                | Kuzbass Kemerowo              |
| 17.11.2018  | Zenit Kazań                   | 3:1 (25:16, 21:25, 25:15, 25:20) Raport         | Zenit Petersburg              |
| 17.11.2018  | Jarosławicz Jarosław          | 3:2 (21:25, 27:25, 26:24, 30:32, 15:12) Raport  | Dinamo Moskwa                 |
| 18.11.2018  | Jenisiej Krasnojarsk          | 0:3 (25:27, 25:27, 20:25) Raport                | Biełogorje Biełgorod          |
| 18.11.2018  | Ural Ufa                      | 1:3 (25:21, 25:27, 19:25, 29:31) Raport         | Lokomotiw Nowosybirsk         |
| 6. KOLEJKA  |                               |                                                 |                               |
| 14.11.2018  | Ural Ufa                      | 0:3 (18:25, 23:25, 20:25) Raport                | Zenit Kazań                   |
| 22.11.2018  | Fakieł Nowy Urengoj           | 3:2 (23:25, 20:25, 25:21, 25:21, 15:8) Raport   | Kuzbass Kemerowo              |
| 24.11.2018  | Gazprom-Jugra Surgut          | 3:0 (26:24, 25:20, 25:22) Raport                | Jarosławicz Jarosław          |
| 24.11.2018  | Nowa Nowokujbyszewsk          | 1:3 (19:25, 25:27, 25:22, 29:31) Raport         | Zenit Petersburg              |
| 24.11.2018  | Dinamo-LO Sosnowy Bór         | 1:3 (29:27, 20:25, 21:25, 25:27) Raport         | Jenisiej Krasnojarsk          |
| 24.11.2018  | Biełogorje Biełgorod          | 3:0 (26:24, 25:15, 25:19) Raport                | Jugra-Samotłor Niżniewartowsk |
| 25.11.2018  | Lokomotiw Nowosybirsk         | 1:3 (24:26, 25:19, 23:25, 23:25) Raport         | Dinamo Moskwa                 |
| 7. KOLEJKA  |                               |                                                 |                               |
| 01.12.2018  | Lokomotiw Nowosybirsk         | 3:0 (25:18, 30:28, 25:18) Raport                | Jarosławicz Jarosław          |
| 01.12.2018  | Jugra-Samotłor Niżniewartowsk | 1:3 (24:26, 25:20, 17:25, 18:25) Raport         | Gazprom-Jugra Surgut          |
| 01.12.2018  | Nowa Nowokujbyszewsk          | 2:3 (21:25, 25:14, 25:21, 23:25, 17:19) Raport  | Dinamo-LO Sosnowy Bór         |
| 01.12.2018  | Zenit Petersburg              | 3:0 (25:22, 25:23, 25:21) Raport                | Biełogorje Biełgorod          |
| 02.12.2018  | Jenisiej Krasnojarsk          | 3:1 (25:20, 22:25, 25:22, 25:21) Raport         | Ural Ufa                      |
| 02.12.2018  | Dinamo Moskwa                 | 0:3 (20:25, 18:25, 21:25) Raport                | Kuzbass Kemerowo              |
| 05.12.2018  | Fakieł Nowy Urengoj           | 0:3 (25:27, 23:25, 18:25) Raport                | Zenit Kazań                   |
| 8. KOLEJKA  |                               |                                                 |                               |
| 07.12.2018  | Biełogorje Biełgorod          | 3:0 (29:27, 25:21, 25:21) Raport                | Dinamo Moskwa                 |
| 08.12.2018  | Lokomotiw Nowosybirsk         | 0:3 (18:25, 22:25, 25:27) Raport                | Zenit Kazań                   |
| 08.12.2018  | Nowa Nowokujbyszewsk          | 3:0 (25:16, 25:21, 25:13) Raport                | Jarosławicz Jarosław          |
| 08.12.2018  | Gazprom-Jugra Surgut          | 3:0 (25:22, 25:16, 25:23) Raport                | Jenisiej Krasnojarsk          |
| 08.12.2018  | Fakieł Nowy Urengoj           | 3:2 (16:25, 25:20, 25:23, 20:25, 17:15) Raport  | Zenit Petersburg              |
| 08.12.2018  | Dinamo-LO Sosnowy Bór         | 3:1 (25:23, 25:20, 22:25, 26:24) Raport         | Ural Ufa                      |
| 09.12.2018  | Kuzbass Kemerowo              | 3:0 (25:21, 25:21, 25:15) Raport                | Jugra-Samotłor Niżniewartowsk |
| 9. KOLEJKA  |                               |                                                 |                               |
| 21.12.2018  | Jugra-Samotłor Niżniewartowsk | 1:3 (25:20, 18:25, 20:25, 26:28) Raport         | Jenisiej Krasnojarsk          |
| 21.12.2018  | Dinamo Moskwa                 | 1:3 (20:25, 25:21, 24:26, 23:25) Raport         | Fakieł Nowy Urengoj           |
| 22.12.2018  | Kuzbass Kemerowo              | 3:1 (22:25, 25:22, 25:23, 25:13) Raport         | Biełogorje Biełgorod          |
| 22.12.2018  | Gazprom-Jugra Surgut          | 3:0 (25:23, 25:18, 25:21) Raport                | Dinamo-LO Sosnowy Bór         |
| 22.12.2018  | Jarosławicz Jarosław          | 0:3 (24:26, 22:25, 24:26) Raport                | Ural Ufa                      |
| 23.12.2018  | Lokomotiw Nowosybirsk         | 3:1 (25:20, 20:25, 25:21, 25:17) Raport         | Zenit Petersburg              |
| 22.12.2018  | Zenit Kazań                   | 3:0 (25:22, 25:15, 25:20) Raport                | Nowa Nowokujbyszewsk          |
| 10. KOLEJKA |                               |                                                 |                               |
| 25.12.2018  | Dinamo Moskwa                 | 3:0 (25:17, 25:15, 25:23) Raport                | Nowa Nowokujbyszewsk          |
| 25.12.2018  | Jarosławicz Jarosław          | 1:3 (25:21, 20:25, 22:25, 17:25) Raport         | Jenisiej Krasnojarsk          |
| 26.12.2018  | Kuzbass Kemerowo              | 3:0 (25:20, 26:24, 25:17) Raport                | Lokomotiw Nowosybirsk         |
| 26.12.2018  | Jugra-Samotłor Niżniewartowsk | 0:3 (29:31, 14:25, 22:25) Raport                | Dinamo-LO Sosnowy Bór         |
| 26.12.2018  | Ural Ufa                      | 0:3 (24:26, 25:27, 22:25) Raport                | Zenit Petersburg              |
| 26.12.2018  | Zenit Kazań                   | 3:1 (24:26, 25:19, 25:21, 25:15) Raport         | Gazprom-Jugra Surgut          |
| 26.12.2018  | Biełogorje Biełgorod          | 3:2 (20:25, 26:24, 25:22, 18:25, 15:11) Raport  | Fakieł Nowy Urengoj           |
| 11. KOLEJKA |                               |                                                 |                               |
| 29.12.2018  | Jenisiej Krasnojarsk          | 2:3 (23:25, 19:25, 25:18, 25:22, 9:15) Raport   | Dinamo Moskwa                 |
| 29.12.2018  | Lokomotiw Nowosybirsk         | 3:0 (25:18, 25:21, 25:15) Raport                | Jugra-Samotłor Niżniewartowsk |
| 29.12.2018  | Zenit Kazań                   | 3:0 (25:14, 25:18, 25:16) Raport                | Jarosławicz Jarosław          |
| 29.12.2018  | Gazprom-Jugra Surgut          | 0:3 (19:25, 24:26, 17:25) Raport                | Kuzbass Kemerowo              |
| 29.12.2018  | Nowa Nowokujbyszewsk          | 2:3 (25:20, 21:25, 20:25, 25:23, 11:15) Raport  | Fakieł Nowy Urengoj           |
| 29.12.2018  | Ural Ufa                      | 0:3 (22:25, 20:25, 21:25) Raport                | Biełogorje Biełgorod          |
| 29.12.2018  | Dinamo-LO Sosnowy Bór         | 2:3 (27:29, 22:25, 25:23, 25:15, 11:15) Raport  | Zenit Petersburg              |
| 12. KOLEJKA |                               |                                                 |                               |
| 04.01.2019  | Lokomotiw Nowosybirsk         | 0:3 (19:25, 20:25, 19:25) Raport                | Biełogorje Biełgorod          |
| 04.01.2019  | Gazprom-Jugra Surgut          | 0:3 (21:25, 17:25, 28:30) Raport                | Zenit Petersburg              |
| 04.01.2019  | Dinamo-LO Sosnowy Bór         | 3:2 (23:25, 25:23, 25:13, 20:25, 15:5) Raport   | Jarosławicz Jarosław          |
| 05.01.2019  | Jenisiej Krasnojarsk          | 0:3 (19:25, 22:25, 23:25) Raport                | Zenit Kazań                   |
| 05.01.2019  | Ural Ufa                      | 1:3 (17:25, 21:25, 25:20, 18:25) Raport         | Dinamo Moskwa                 |
| 05.01.2019  | Fakieł Nowy Urengoj           | 3:0 (25:14, 25:10, 25:23) Raport                | Jugra-Samotłor Niżniewartowsk |
| 05.01.2019  | Nowa Nowokujbyszewsk          | 0:3 (23:25, 22:25, 19:25) Raport                | Kuzbass Kemerowo              |
| 13. KOLEJKA |                               |                                                 |                               |
| 08.01.2019  | Nowa Nowokujbyszewsk          | 3:2 (19:25, 21:25, 25:22, 25:23, 15:12) Raport  | Lokomotiw Nowosybirsk         |
| 08.01.2019  | Jugra-Samotłor Niżniewartowsk | 1:3 (13:25, 25:23, 22:25, 21:25) Raport         | Zenit Kazań                   |
| 09.01.2019  | Jenisiej Krasnojarsk          | 0:3 (22:25, 23:25, 23:25) Raport                | Kuzbass Kemerowo              |
| 09.01.2019  | Dinamo-LO Sosnowy Bór         | 1:3 (21:25, 16:25, 25:22, 22:25) Raport         | Dinamo Moskwa                 |
| 09.01.2019  | Gazprom-Jugra Surgut          | 1:3 (23:25, 23:25, 25:22, 18:25) Raport         | Biełogorje Biełgorod          |
| 09.01.2019  | Ural Ufa                      | 3:2 (25:20, 25:22, 23:25, 23:25, 23:21) Raport  | Fakieł Nowy Urengoj           |
| 09.01.2019  | Zenit Petersburg              | 3:0 (25:20, 25:19, 25:18) Raport                | Jarosławicz Jarosław          |
| 14. KOLEJKA |                               |                                                 |                               |
| 12.01.2019  | Lokomotiw Nowosybirsk         | 3:2 (22:25, 34:32, 25:18, 20:25, 16:14) Raport  | Fakieł Nowy Urengoj           |
| 12.01.2019  | Kuzbass Kemerowo              | 3:0 (25:18, 25:13, 25:19) Raport                | Ural Ufa                      |
| 12.01.2019  | Jugra-Samotłor Niżniewartowsk | 3:1 (25:22, 22:25, 25:9, 25:23) Raport          | Jarosławicz Jarosław          |
| 12.01.2019  | Nowa Nowokujbyszewsk          | 0:3 (23:25, 20:25, 23:25) Raport                | Biełogorje Biełgorod          |
| 12.01.2019  | Zenit Petersburg              | 3:0 (25:16, 25:23, 25:22) Raport                | Jenisiej Krasnojarsk          |
| 13.01.2019  | Gazprom-Jugra Surgut          | 3:0 (25:20, 25:21, 25:20) Raport                | Dinamo Moskwa                 |
| 13.01.2019  | Dinamo-LO Sosnowy Bór         | 0:3 (22:25, 23:25, 22:25) Raport                | Zenit Kazań                   |
| 15. KOLEJKA |                               |                                                 |                               |
| 21.01.2019  | Dinamo Moskwa                 | 3:0 (25:22, 25:23, 25:17) Raport                | Jenisiej Krasnojarsk          |
| 22.01.2019  | Kuzbass Kemerowo              | 3:2 (18:25, 16:25, 25:18, 25:17, 15:10) Raport  | Gazprom-Jugra Surgut          |
| 22.01.2019  | Jugra-Samotłor Niżniewartowsk | 0:3 (22:25, 24:26, 18:25) Raport                | Lokomotiw Nowosybirsk         |
| 22.01.2019  | Biełogorje Biełgorod          | 2:3 (21:25, 19:25, 25:13, 25:17, 13:15) Raport  | Ural Ufa                      |
| 22.01.2019  | Zenit Petersburg              | 3:2 (25:18, 20:25, 25:27, 28:26, 15:8) Raport   | Dinamo-LO Sosnowy Bór         |
| 23.01.2019  | Fakieł Nowy Urengoj           | 3:0 (27:25, 25:20, 25:16) Raport                | Nowa Nowokujbyszewsk          |
| 23.01.2019  | Jarosławicz Jarosław          | 1:3 (25:23, 15:25, 24:26, 12:25) Raport         | Zenit Kazań                   |
| 16. KOLEJKA |                               |                                                 |                               |
| 26.01.2019  | Fakieł Nowy Urengoj           | 3:0 (25:18, 25:15, 25:20) Raport                | Jenisiej Krasnojarsk          |
| 26.01.2019  | Zenit Kazań                   | 3:1 (25:20, 25:21, 22:25, 25:21) Raport         | Dinamo Moskwa                 |
| 26.01.2019  | Biełogorje Biełgorod          | 3:0 (25:15, 25:16, 25:22) Raport                | Dinamo-LO Sosnowy Bór         |
| 26.01.2019  | Jarosławicz Jarosław          | 1:3 (25:23, 21:25, 11:25, 18:25) Raport         | Kuzbass Kemerowo              |
| 27.01.2019  | Lokomotiw Nowosybirsk         | 3:0 (26:24, 27:25, 25:13) Raport                | Gazprom-Jugra Surgut          |
| 27.01.2019  | Jugra-Samotłor Niżniewartowsk | 1:3 (25:20, 23:25, 18:25, 18:25) Raport         | Zenit Petersburg              |
| 27.01.2019  | Ural Ufa                      | 1:3 (25:18, 14:25, 23:25, 20:25) Raport         | Nowa Nowokujbyszewsk          |
| 17. KOLEJKA |                               |                                                 |                               |
| 02.02.2019  | Kuzbass Kemerowo              | 0:3 (23:25, 17:25, 11:25) Raport                | Zenit Kazań                   |
| 02.02.2019  | Lokomotiw Nowosybirsk         | 3:1 (25:23, 25:18, 22:25, 25:19) Raport         | Jenisiej Krasnojarsk          |
| 02.02.2019  | Ural Ufa                      | 3:1 (25:14, 26:28, 25:17, 25:16) Raport         | Jugra-Samotłor Niżniewartowsk |
| 02.02.2019  | Dinamo-LO Sosnowy Bór         | 1:3 (19:25, 19:25, 25:23, 18:25) Raport         | Fakieł Nowy Urengoj           |
| 02.02.2019  | Biełogorje Biełgorod          | 3:0 (25:16, 25:16, 25:17) Raport                | Jarosławicz Jarosław          |
| 03.02.2019  | Nowa Nowokujbyszewsk          | 2:3 (25:27, 20:25, 25:22, 25:19, 12:15) Raport  | Gazprom-Jugra Surgut          |
| 03.02.2019  | Dinamo Moskwa                 | 0:3 (17:25, 20:25, 23:25) Raport                | Zenit Petersburg              |
| 18. KOLEJKA |                               |                                                 |                               |
| 05.02.2019  | Jarosławicz Jarosław          | 1:3 (12:25, 25:23, 14:25, 20:25) Raport         | Fakieł Nowy Urengoj           |
| 06.02.2019  | Kuzbass Kemerowo              | 0:3 (22:25, 29:31, 20:25) Raport                | Zenit Petersburg              |
| 06.02.2019  | Jenisiej Krasnojarsk          | 3:1 (31:29, 27:25, 19:25, 25:23) Raport         | Nowa Nowokujbyszewsk          |
| 06.02.2019  | Lokomotiw Nowosybirsk         | 3:0 (25:17, 25:23, 25:23) Raport                | Dinamo-LO Sosnowy Bór         |
| 06.02.2019  | Gazprom-Jugra Surgut          | 0:3 (24:26, 25:27, 32:34) Raport                | Ural Ufa                      |
| 06.02.2019  | Jugra-Samotłor Niżniewartowsk | 1:3 (16:25, 23:25, 25:17, 19:25) Raport         | Dinamo Moskwa                 |
| 06.02.2019  | Biełogorje Biełgorod          | 1:3 (18:25, 25:22, 19:25, 22:25) Raport         | Zenit Kazań                   |
| 19. KOLEJKA |                               |                                                 |                               |
| 09.02.2019  | Biełogorje Biełgorod          | 3:1 (25:20, 19:25, 25:21, 25:19) Raport         | Zenit Petersburg              |
| 10.02.2019  | Kuzbass Kemerowo              | 3:0 (25:21, 25:18, 25:19) Raport                | Dinamo Moskwa                 |
| 10.02.2019  | Ural Ufa                      | 3:1 (23:25, 25:21, 25:21, 25:20) Raport         | Jenisiej Krasnojarsk          |
| 10.02.2019  | Gazprom-Jugra Surgut          | 3:0 (25:16, 25:21, 25:23) Raport                | Jugra-Samotłor Niżniewartowsk |
| 10.02.2019  | Dinamo-LO Sosnowy Bór         | 2:3 (24:26, 25:22, 22:25, 25:22, 9:15) Raport   | Nowa Nowokujbyszewsk          |
| 10.02.2019  | Zenit Kazań                   | 2:3 (25:16, 25:22, 20:25, 21:25, 14:16) Raport  | Fakieł Nowy Urengoj           |
| 12.02.2019  | Jarosławicz Jarosław          | 1:3 (18:25, 25:23, 23:25, 18:25) Raport         | Lokomotiw Nowosybirsk         |
| 20. KOLEJKA |                               |                                                 |                               |
| 16.02.2019  | Jugra-Samotłor Niżniewartowsk | 1:3 (22:25, 16:25, 25:21, 13:25) Raport         | Kuzbass Kemerowo              |
| 16.02.2019  | Jenisiej Krasnojarsk          | 3:1 (25:19, 25:18, 20:25, 25:20) Raport         | Gazprom-Jugra Surgut          |
| 16.02.2019  | Dinamo Moskwa                 | 3:1 (25:27, 25:19, 25:21, 25:22) Raport         | Biełogorje Biełgorod          |
| 16.02.2019  | Ural Ufa                      | 2:3 (24:26, 19:25, 25:14, 25:20, 13:15) Raport  | Dinamo-LO Sosnowy Bór         |
| 16.02.2019  | Jarosławicz Jarosław          | 2:3 (22:25, 25:22, 29:27, 24:26, 8:15) Raport   | Nowa Nowokujbyszewsk          |
| 17.02.2019  | Zenit Kazań                   | 3:0 (25:22, 25:21, 25:20) Raport                | Lokomotiw Nowosybirsk         |
| 17.02.2019  | Zenit Petersburg              | 3:1 (25:19, 20:25, 25:22, 25:19) Raport         | Fakieł Nowy Urengoj           |
| 21. KOLEJKA |                               |                                                 |                               |
| 19.02.2019  | Jugra-Samotłor Niżniewartowsk | 0:3 (20:25, 15:25, 18:25) Raport                | Biełogorje Biełgorod          |
| 20.02.2019  | Jenisiej Krasnojarsk          | 2:3 (22:25, 17:25, 25:18, 25:22, 11:15) Raport  | Dinamo-LO Sosnowy Bór         |
| 20.02.2019  | Kuzbass Kemerowo              | 3:2 (18:25, 21:25, 32:30, 26:24, 15:13) Raport  | Fakieł Nowy Urengoj           |
| 20.02.2019  | Zenit Kazań                   | 3:0 (25:21, 25:20, 25:18) Raport                | Ural Ufa                      |
| 20.02.2019  | Jarosławicz Jarosław          | 1:3 (25:17, 20:25, 18:25, 23:25) Raport         | Gazprom-Jugra Surgut          |
| 20.02.2019  | Dinamo Moskwa                 | 1:3 (33:35, 25:23, 24:26, 30:32) Raport         | Lokomotiw Nowosybirsk         |
| 21.02.2019  | Zenit Petersburg              | 3:1 (22:25, 25:20, 25:19, 25:16) Raport         | Nowa Nowokujbyszewsk          |
| 22. KOLEJKA |                               |                                                 |                               |
| 23.02.2019  | Jenisiej Krasnojarsk          | 3:0 (25:19, 25:22, 28:26) Raport                | Jugra-Samotłor Niżniewartowsk |
| 23.02.2019  | Fakieł Nowy Urengoj           | 3:2 (25:23, 21:25, 25:19, 23:25, 15:12) Raport  | Dinamo Moskwa                 |
| 24.02.2019  | Biełogorje Biełgorod          | 0:3 (17:25, 23:25, 19:25) Raport                | Kuzbass Kemerowo              |
| 23.02.2019  | Dinamo-LO Sosnowy Bór         | 0:3 (17:25, 22:25, 21:25) Raport                | Gazprom-Jugra Surgut          |
| 24.02.2019  | Ural Ufa                      | 3:0 (25:17, 25:13, 25:22) Raport                | Jarosławicz Jarosław          |
| 24.02.2019  | Nowa Nowokujbyszewsk          | 1:3 (13:25, 31:33, 26:24, 17:25) Raport         | Zenit Kazań                   |
| 24.02.2019  | Zenit Petersburg              | 3:1 (25:23, 16:25, 25:19, 25:23) Raport         | Lokomotiw Nowosybirsk         |
| 23. KOLEJKA |                               |                                                 |                               |
| 27.02.2019  | Jenisiej Krasnojarsk          | 3:1 (25:21, 25:19, 22:25, 25:21) Raport         | Jarosławicz Jarosław          |
| 02.03.2019  | Lokomotiw Nowosybirsk         | 2:3 (23:25, 21:25, 25:21, 25:22, 13:15) Raport  | Kuzbass Kemerowo              |
| 02.03.2019  | Nowa Nowokujbyszewsk          | 0:3 (15:25, 19:25, 21:25) Raport                | Dinamo Moskwa                 |
| 02.03.2019  | Gazprom-Jugra Surgut          | 1:3 (21:25, 25:22, 20:25, 25:27) Raport         | Zenit Kazań                   |
| 02.03.2019  | Dinamo-LO Sosnowy Bór         | 3:2 (17:25, 24:26, 25:19, 25:23, 15:9) Raport   | Jugra-Samotłor Niżniewartowsk |
| 03.03.2019  | Fakieł Nowy Urengoj           | 3:1 (17:25, 25:20, 25:12, 25:23) Raport         | Biełogorje Biełgorod          |
| 03.03.2019  | Zenit Petersburg              | 3:1 (25:21, 16:25, 25:21, 25:18) Raport         | Ural Ufa                      |
| 24. KOLEJKA |                               |                                                 |                               |
| 09.03.2019  | Lokomotiw Nowosybirsk         | 3:0 (25:22, 25:14, 25:16) Raport                | Ural Ufa                      |
| 09.03.2019  | Nowa Nowokujbyszewsk          | 3:0 (25:20, 25:17, 25:17) Raport                | Jugra-Samotłor Niżniewartowsk |
| 09.03.2019  | Fakieł Nowy Urengoj           | 3:0 (25:20, 25:21, 27:25) Raport                | Gazprom-Jugra Surgut          |
| 09.03.2019  | Zenit Petersburg              | 1:3 (25:19, 22:25, 20:25, 21:25) Raport         | Zenit Kazań                   |
| 09.03.2019  | Dinamo Moskwa                 | 3:2 (25:22, 13:25, 25:18, 23:25, 15:13) Raport  | Jarosławicz Jarosław          |
| 10.03.2019  | Kuzbass Kemerowo              | 3:0 (25:18, 25:22, 25:18) Raport                | Dinamo-LO Sosnowy Bór         |
| 10.03.2019  | Biełogorje Biełgorod          | 3:0 (25:19, 25:16, 25:23) Raport                | Jenisiej Krasnojarsk          |
| 25. KOLEJKA |                               |                                                 |                               |
| 15.03.2019  | Kuzbass Kemerowo              | 3:0 (25:15, 25:18, 25:14) Raport                | Nowa Nowokujbyszewsk          |
| 16.03.2019  | Jugra-Samotłor Niżniewartowsk | 3:2 (27:25, 19:25, 17:25, 25:21, 15:10) Raport  | Fakieł Nowy Urengoj           |
| 16.03.2019  | Jarosławicz Jarosław          | 1:3 (21:25, 27:25, 18:25, 19:25) Raport         | Dinamo-LO Sosnowy Bór         |
| 16.03.2019  | Dinamo Moskwa                 | 2:3 (22:25, 25:21, 25:17, 21:25, 13:15) Raport  | Ural Ufa                      |
| 16.03.2019  | Biełogorje Biełgorod          | 3:2 (18:25, 25:21, 25:20, 13:25, 15:9) Raport   | Lokomotiw Nowosybirsk         |
| 17.03.2019  | Zenit Kazań                   | 3:2 (18:25, 34:32, 20:25, 25:19, 15:12) Raport  | Jenisiej Krasnojarsk          |
| 17.03.2019  | Zenit Petersburg              | 3:0 (25:17, 25:23, 28:26) Raport                | Gazprom-Jugra Surgut          |
| 26. KOLEJKA |                               |                                                 |                               |
| 22.03.2019  | Ural Ufa                      | 3:0 (25:23, 25:18, 25:20) Raport                | Kuzbass Kemerowo              |
| 23.03.2019  | Jenisiej Krasnojarsk          | 3:1 (23:25, 25:20, 25:23, 25:15) Raport         | Zenit Petersburg              |
| 23.03.2019  | Fakieł Nowy Urengoj           | 3:0 (25:23, 25:20, 25:23) Raport                | Lokomotiw Nowosybirsk         |
| 23.03.2019  | Biełogorje Biełgorod          | 3:0 (25:21, 25:23, 25:23) Raport                | Nowa Nowokujbyszewsk          |
| 23.03.2019  | Dinamo Moskwa                 | 3:1 (23:25, 25:16, 27:25, 25:21) Raport         | Gazprom-Jugra Surgut          |
| 23.03.2019  | Jarosławicz Jarosław          | 3:2 (25:20, 25:21, 19:25, 20:25, 15:11) Raport  | Jugra-Samotłor Niżniewartowsk |
| 23.03.2019  | Zenit Kazań                   | 3:0 (25:14, 25:22, 25:18) Raport                | Dinamo-LO Sosnowy Bór         |

### Tabela fazy zasadniczej
| Lp. | Drużyna                       | Pkt | Mecze | Mecze | Mecze | Rodzaj wyniku | Rodzaj wyniku | Rodzaj wyniku | Rodzaj wyniku | Rodzaj wyniku | Rodzaj wyniku | Sety | Sety | Sety  | Małe punkty | Małe punkty | Małe punkty |
| Lp. | Drużyna                       | Pkt | M     | W     | P     | 3:0           | 3:1           | 3:2           | 2:3           | 1:3           | 0:3           | wyg. | prz. | stos. | zdob.       | str.        | stos.       |
| --- | ----------------------------- | --- | ----- | ----- | ----- | ------------- | ------------- | ------------- | ------------- | ------------- | ------------- | ---- | ---- | ----- | ----------- | ----------- | ----------- |
| 1   | Zenit Kazań                   | 74  | 26    | 25    | 1     | 13            | 10            | 2             | 1             | 0             | 0             | 77   | 17   | 4.53  | 2286        | 1925        | 1.19        |
| 2   | Kuzbass Kemerowo              | 61  | 26    | 21    | 5     | 14            | 4             | 3             | 1             | 1             | 3             | 66   | 25   | 2.64  | 2135        | 1898        | 1.12        |
| 3   | Zenit Petersburg              | 56  | 26    | 19    | 7     | 10            | 7             | 2             | 1             | 6             | 0             | 65   | 32   | 2.03  | 2263        | 2125        | 1.06        |
| 4   | Fakieł Nowy Urengoj           | 56  | 26    | 19    | 7     | 8             | 5             | 6             | 5             | 1             | 1             | 68   | 38   | 1.79  | 2435        | 2219        | 1.1         |
| 5   | Biełogorje Biełgorod          | 53  | 26    | 18    | 8     | 13            | 3             | 2             | 1             | 4             | 3             | 60   | 31   | 1.94  | 2103        | 1976        | 1.06        |
| 6   | Lokomotiw Nowosybirsk         | 49  | 26    | 16    | 10    | 8             | 6             | 2             | 3             | 2             | 5             | 56   | 40   | 1.4   | 2255        | 2107        | 1.07        |
| 7   | Dinamo Moskwa                 | 40  | 26    | 13    | 13    | 4             | 6             | 3             | 4             | 4             | 5             | 51   | 51   | 1     | 2303        | 2272        | 1.01        |
| 8   | Ural Ufa                      | 30  | 26    | 11    | 15    | 4             | 2             | 5             | 2             | 6             | 7             | 43   | 57   | 0.75  | 2189        | 2253        | 0.97        |
| 9   | Gazprom-Jugra Surgut          | 30  | 26    | 9     | 17    | 6             | 2             | 1             | 4             | 5             | 8             | 40   | 55   | 0.73  | 2093        | 2186        | 0.96        |
| 11  | Jenisiej Krasnojarsk          | 30  | 26    | 9     | 17    | 1             | 8             | 0             | 3             | 5             | 9             | 38   | 59   | 0.64  | 2169        | 2266        | 0.96        |
| 10  | Nowa Nowokujbyszewsk          | 26  | 26    | 8     | 18    | 3             | 2             | 3             | 5             | 4             | 9             | 38   | 62   | 0.61  | 2156        | 2257        | 0.96        |
| 12  | Dinamo-LO Sosnowy Bór         | 23  | 26    | 8     | 18    | 1             | 2             | 5             | 4             | 3             | 11            | 35   | 66   | 0.53  | 2149        | 2322        | 0.93        |
| 13  | Jugra-Samotłor Niżniewartowsk | 11  | 26    | 4     | 22    | 0             | 1             | 3             | 2             | 7             | 13            | 23   | 73   | 0.32  | 1926        | 2262        | 0.85        |
| 14  | Jarosławicz Jarosław          | 7   | 26    | 2     | 24    | 0             | 0             | 2             | 3             | 10            | 11            | 22   | 76   | 0.29  | 1967        | 2361        | 0.83        |

Źródło: volley.ru, volleyservice.ru
Punktacja: 3:0 i 3:1 – 3 pkt; 3:2 – 2 pkt; 2:3 – 1 pkt; 1:3 i 0:3 – 0 pkt
Zasady ustalania kolejności: 1. liczba zwycięstw; 2. liczba punktów; 3. stosunek setów; 4. stosunek małych punktów; 5. bilans w bezpośrednich meczach
     faza play-off
     faza play-out

## Faza play-off

### Drabinka
|  | Ćwierćfinały | Ćwierćfinały          | Ćwierćfinały | Ćwierćfinały | Ćwierćfinały | Ćwierćfinały |  |  |  | Półfinały | Półfinały             | Półfinały | Półfinały | Półfinały | Półfinały |  |  |  | Finały | Finały                | Finały | Finały | Finały | Finały | Finały | Finały | Finały | Finały |
|  |              |                       |              |              |              |              |  |  |  |           |                       |           |           |           |           |  |  |  |        |                       |        |        |        |        |        |        |        |        |
|  |              |                       |              |              |              |              |  |  |  |           |                       |           |           |           |           |  |  |  |        |                       |        |        |        |        |        |        |        |        |
|  |              |                       |              |              |              |              |  |  |  |           |                       |           |           |           |           |  |  |  |        |                       |        |        |        |        |        |        |        |        |
|  | 1            | Zenit Kazań           | 2            | 3            | 3            |              |  |  |  |           |                       |           |           |           |           |  |  |  |        |                       |        |        |        |        |        |        |        |        |
|  | 8            | Ural Ufa              | 0            | 0            | 0            |              |  |  |  |           |                       |           |           |           |           |  |  |  |        |                       |        |        |        |        |        |        |        |        |
|  |              |                       |              |              |              |              |  |  |  | 1         | Zenit Kazań           | 2         | 3         | 3         |           |  |  |  |        |                       |        |        |        |        |        |        |        |        |
|  |              |                       |              |              |              |              |  |  |  | 4         | Fakieł Nowy Urengoj   | 0         | 0         | 0         |           |  |  |  |        |                       |        |        |        |        |        |        |        |        |
|  | 4            | Fakieł Nowy Urengoj   | 2            | 2            | 3            | 3            |  |  |  |           |                       |           |           |           |           |  |  |  |        |                       |        |        |        |        |        |        |        |        |
|  | 5            | Biełogorje Biełgorod  | 1            | 3            | 0            | 2            |  |  |  |           |                       |           |           |           |           |  |  |  |        |                       |        |        |        |        |        |        |        |        |
|  |              |                       |              |              |              |              |  |  |  |           |                       |           |           |           |           |  |  |  | 1      | Zenit Kazań           | 1      | 0      | 1      | 3      | 1      |        |        |        |
|  |              |                       |              |              |              |              |  |  |  |           |                       |           |           |           |           |  |  |  | 2      | Kuzbass Kemerowo      | 3      | 3      | 3      | 0      | 3      |        |        |        |
|  | 2            | Kuzbass Kemerowo      | 2            | 3            | 3            |              |  |  |  |           |                       |           |           |           |           |  |  |  |        |                       |        |        |        |        |        |        |        |        |
|  | 7            | Dinamo Moskwa         | 0            | 1            | 1            |              |  |  |  |           |                       |           |           |           |           |  |  |  |        |                       |        |        |        |        |        |        |        |        |
|  |              |                       |              |              |              |              |  |  |  | 2         | Kuzbass Kemerowo      | 2         | 3         | 3         |           |  |  |  |        |                       |        |        |        |        |        |        |        |        |
|  |              |                       |              |              |              |              |  |  |  | 3         | Zenit Petersburg      | 0         | 0         | 1         |           |  |  |  |        |                       |        |        |        |        |        |        |        |        |
|  | 3            | Zenit Petersburg      | 2            | 3            | 3            |              |  |  |  |           |                       |           |           |           |           |  |  |  | 3      | Zenit Petersburg      | 0      | 2      | 1      |        |        |        |        |        |
|  | 6            | Lokomotiw Nowosybirsk | 0            | 1            | 2            |              |  |  |  |           |                       |           |           |           |           |  |  |  | 4      | Fakieł Nowy Urengoj   | 2      | 3      | 3      |        |        |        |        |        |
|  |              |                       |              |              |              |              |  |  |  | 5         | Biełogorje Biełgorod  | 2         | 3         | 2         | 3         |  |  |  |        |                       |        |        |        |        |        |        |        |        |
|  |              |                       |              |              |              |              |  |  |  | 8         | Ural Ufa              | 1         | 1         | 3         | 2         |  |  |  |        |                       |        |        |        |        |        |        |        |        |
|  |              |                       |              |              |              |              |  |  |  |           |                       |           |           |           |           |  |  |  | 5      | Biełogorje Biełgorod  | 0      | 1      | 2      |        |        |        |        |        |
|  |              |                       |              |              |              |              |  |  |  |           |                       |           |           |           |           |  |  |  | 6      | Lokomotiw Nowosybirsk | 2      | 3      | 3      |        |        |        |        |        |
|  |              |                       |              |              |              |              |  |  |  | 6         | Lokomotiw Nowosybirsk | 2         | 3         | 3         |           |  |  |  |        |                       |        |        |        |        |        |        |        |        |
|  |              |                       |              |              |              |              |  |  |  | 7         | Dinamo Moskwa         | 0         | 1         | 0         |           |  |  |  |        |                       |        |        |        |        |        |        |        |        |

### I Runda

#### Ćwierćfinały
(do 2 zwycięstw)
| 29.03.2019 | Zenit Kazań           | 3:0 (25:16, 25:20, 25:19) Raport                 | Ural Ufa              |  |  |
| 14.04.2019 | Ural Ufa              | 0:3 (16:25, 12:25, 15:25) Raport                 | Zenit Kazań           |  |  |
|            |                       |                                                  |                       |  |  |
| 06.04.2019 | Fakieł Nowy Urengoj   | 2:3 (21:25, 25:19, 25:23, 27:29, 16:18) Raport   | Biełogorje Biełgorod  |  |  |
| 14.04.2019 | Biełogorje Biełgorod  | 0:3 (25:27, 22:25, 19:25) Raport                 | Fakieł Nowy Urengoj   |  |  |
| 17.04.2019 | Fakieł Nowy Urengoj   | 3:2 (25:21, 17:25, 25:23, 23:25, 15:8) [ Raport] | Biełogorje Biełgorod  |  |  |
|            |                       |                                                  |                       |  |  |
| 06.04.2019 | Kuzbass Kemerowo      | 3:1 (18:25, 26:24, 30:28, 25:18) Raport          | Dinamo Moskwa         |  |  |
| 14.04.2019 | Dinamo Moskwa         | 1:3 (23:25, 25:22, 22:25, 22:25) Raport          | Kuzbass Kemerowo      |  |  |
|            |                       |                                                  |                       |  |  |
| 29.03.2019 | Zenit Petersburg      | 3:1 (26:28, 25:20, 26:24, 25:22) Raport          | Lokomotiw Nowosybirsk |  |  |
| 14.04.2019 | Lokomotiw Nowosybirsk | 2:3 (25:21, 25:21, 25:27, 20:25, 15:17) Raport   | Zenit Petersburg      |  |  |

### II Runda

#### Mecze o miejsca 5-8
(do 2 zwycięstw)
| 21.04.2019 | Biełogorje Biełgorod  | 3:1 (25:18, 25:27, 26:24, 25:18)        | Ural Ufa              |  |  |
| 25.04.2019 | Ural Ufa              | 3:2 (25:23, 21:25, 19:25, 27:25, 15:7)  | Biełogorje Biełgorod  |  |  |
| 28.04.2019 | Biełogorje Biełgorod  | 3:2 (24:26, 25:20, 17:25, 25:22, 15:10) | Ural Ufa              |  |  |
|            |                       |                                         |                       |  |  |
| 20.04.2019 | Lokomotiw Nowosybirsk | 3:1 (22:25, 25:19, 25:22, 25:20)        | Dinamo Moskwa         |  |  |
| 24.04.2019 | Dinamo Moskwa         | 0:3 (21:25, 24:26, 17:25)               | Lokomotiw Nowosybirsk |  |  |

#### Półfinały
(do 2 zwycięstw)
| 21.04.2019 | Zenit Kazań         | 3:0 (25:22, 26:24, 25:19)        | Fakieł Nowy Urengoj |  |  |
| 25.04.2019 | Fakieł Nowy Urengoj | 0:3 (16:25, 23:25, 23:25)        | Zenit Kazań         |  |  |
|            |                     |                                  |                     |  |  |
| 21.04.2019 | Kuzbass Kemerowo    | 3:0 (25:15, 26:24, 25:23)        | Zenit Petersburg    |  |  |
| 25.04.2019 | Zenit Petersburg    | 1:3 (19:25, 17:25, 25:23, 23:25) | Kuzbass Kemerowo    |  |  |

### III Runda

#### Mecz o 5. miejsce
(do 2 zwycięstw)
| Data       | Gospodarz             | Rezultat                                | Gość                  |
| ---------- | --------------------- | --------------------------------------- | --------------------- |
| 02.05.2019 | Biełogorje Biełgorod  | 1:3 (23:25, 22:25, 25:18, 22:25)        | Lokomotiw Nowosybirsk |
| 05.05.2019 | Lokomotiw Nowosybirsk | 3:2 (28:26, 25:18, 17:25, 21:25, 17:15) | Biełogorje Biełgorod  |

#### Mecz o 3. miejsce
(do 2 zwycięstw)
| Data       | Gospodarz           | Rezultat                                | Gość                |
| ---------- | ------------------- | --------------------------------------- | ------------------- |
| 02.05.2019 | Zenit Petersburg    | 2:3 (18:25, 17:25, 25:16, 25:17, 22:24) | Fakieł Nowy Urengoj |
| 05.05.2019 | Fakieł Nowy Urengoj | 3:1 (25:22, 25:20, 23:25, 25:20)        | Zenit Petersburg    |

#### Finał
(do 3 zwycięstw)
| Data       | Gospodarz        | Rezultat                         | Gość             |
| ---------- | ---------------- | -------------------------------- | ---------------- |
| 02.05.2019 | Zenit Kazań      | 0:3 (25:27, 21:25, 22:25)        | Kuzbass Kemerowo |
| 03.05.2019 | Zenit Kazań      | 1:3 (23:25, 25:19, 23:25, 22:25) | Kuzbass Kemerowo |
| 07.05.2019 | Kuzbass Kemerowo | 0:3 (20:25, 21:25, 19:25)        | Zenit Kazań      |
| 08.05.2019 | Kuzbass Kemerowo | 3:1 21:25, 25:19, 25:22, 25:23   | Zenit Kazań      |

## Faza play-out

### Tabela
| Lp. | Drużyna                       | Pkt | Mecze | Mecze | Mecze | Rodzaj wyniku | Rodzaj wyniku | Rodzaj wyniku | Rodzaj wyniku | Rodzaj wyniku | Rodzaj wyniku | Sety | Sety | Sety  | Małe punkty | Małe punkty | Małe punkty |
| Lp. | Drużyna                       | Pkt | M     | W     | P     | 3:0           | 3:1           | 3:2           | 2:3           | 1:3           | 0:3           | wyg. | prz. | stos. | zdob.       | str.        | stos.       |
| --- | ----------------------------- | --- | ----- | ----- | ----- | ------------- | ------------- | ------------- | ------------- | ------------- | ------------- | ---- | ---- | ----- | ----------- | ----------- | ----------- |
| 9   | Gazprom-Jugra Surgut          | 38  | 31    | 12    | 19    | 6             | 4             | 2             | 4             | 5             | 10            | 49   | 65   | 0.75  | 2093        | 2186        | 0.96        |
| 10  | Dinamo-LO Sosnowy Bór         | 35  | 31    | 12    | 19    | 4             | 2             | 6             | 5             | 3             | 11            | 49   | 71   | 0.69  | 2149        | 2322        | 0.93        |
| 11  | Nowa Nowokujbyszewsk          | 34  | 31    | 11    | 20    | 4             | 3             | 4             | 5             | 6             | 9             | 49   | 71   | 0.69  | 2156        | 2257        | 0.96        |
| 12  | Jenisiej Krasnojarsk          | 35  | 31    | 10    | 21    | 1             | 9             | 0             | 5             | 6             | 10            | 46   | 72   | 0.64  | 2169        | 2266        | 0.96        |
| 13  | Jugra-Samotłor Niżniewartowsk | 20  | 31    | 7     | 24    | 3             | 1             | 3             | 2             | 7             | 15            | 32   | 79   | 0.41  | 1926        | 2262        | 0.85        |
| 14  | Jarosławicz Jarosław          | 10  | 31    | 3     | 28    | 0             | 0             | 3             | 4             | 11            | 13            | 28   | 90   | 0.31  | 1967        | 2361        | 0.83        |

Źródło: volley.ru, volleyservice.ru
Punktacja: 3:0 i 3:1 – 3 pkt; 3:2 – 2 pkt; 2:3 – 1 pkt; 1:3 i 0:3 – 0 pkt
Zasady ustalania kolejności: 1. liczba zwycięstw; 2. liczba punktów; 3. stosunek setów; 4. stosunek małych punktów; 5. bilans w bezpośrednich meczach
     spadek

### Wyniki spotkań
| 09.04.2019 | Nowa Nowokujbyszewsk          | 3:2 (25:23, 17:25, 25:23, 19:25, 15:11) Raport | Dinamo-LO Sosnowy Bór         |  |  |
| 09.04.2019 | Gazprom-Jugra Surgut          | 3:2 (23:25, 19:25, 25:23, 25:23, 15:13) Raport | Jarosławicz Jarosław          |  |  |
| 09.04.2019 | Jenisiej Krasnojarsk          | 0:3 (24:26, 19:25, 20:25) Raport               | Jugra-Samotłor Niżniewartowsk |  |  |
|            |                               |                                                |                               |  |  |
| 10.04.2019 | Jarosławicz Jarosław          | 0:3 (21:25, 21:25, 19:25) Raport               | Dinamo-LO Sosnowy Bór         |  |  |
| 10.04.2019 | Jugra-Samotłor Niżniewartowsk | 0:3 (23:25, 23:25, 16:25) Raport               | Nowa Nowokujbyszewsk          |  |  |
| 10.04.2019 | Gazprom-Jugra Surgut          | 3:1 (26:24, 25:22, 22:25, 25:23) Raport        | Jenisiej Krasnojarsk          |  |  |
|            |                               |                                                |                               |  |  |
| 11.04.2019 | Dinamo-LO Sosnowy Bór         | 3:0 (25:20, 25:18, 25:23) Raport               | Jugra-Samotłor Niżniewartowsk |  |  |
| 11.04.2019 | Nowa Nowokujbyszewsk          | 1:3 (20:25, 28:26, 19:25, 20:25) Raport        | Gazprom-Jugra Surgut          |  |  |
| 11.04.2019 | Jenisiej Krasnojarsk          | 2:3 (25:20, 17:25, 23:25, 25:22, 11:15) Raport | Jarosławicz Jarosław          |  |  |
|            |                               |                                                |                               |  |  |
| 13.04.2019 | Jarosławicz Jarosław          | 0:3 (19:25, 16:25, 23:25) Raport               | Jugra-Samotłor Niżniewartowsk |  |  |
| 13.04.2019 | Gazprom-Jugra Surgut          | 0:3 (25:27, 21:25, 13:25) Raport               | Dinamo-LO Sosnowy Bór         |  |  |
| 13.04.2019 | Jenisiej Krasnojarsk          | 3:1 (25:20, 25:23, 23:25, 25:22) Raport        | Nowa Nowokujbyszewsk          |  |  |
|            |                               |                                                |                               |  |  |
| 14.04.2019 | Jugra-Samotłor Niżniewartowsk | 3:0 (25:22, 25:18, 25:23) Raport               | Gazprom-Jugra Surgut          |  |  |
| 14.04.2019 | Nowa Nowokujbyszewsk          | 3:1 (25:23, 25:23, 22:25, 28:26) Raport        | Jarosławicz Jarosław          |  |  |
| 14.04.2019 | Dinamo-LO Sosnowy Bór         | 3:2 (22:25, 25:23, 25:20, 22:25, 15:12) Raport | Jenisiej Krasnojarsk          |  |  |

## Klasyfikacja końcowa
| Lp. | Drużyna                       |
| --- | ----------------------------- |
| 1.  | Kuzbass Kemerowo              |
| 2.  | Zenit Kazań                   |
| 3.  | Fakieł Nowy Urengoj           |
| 4.  | Zenit Petersburg              |
| 5.  | Lokomotiw Nowosybirsk         |
| 6.  | Biełogorje Biełgorod          |
| 7.  | Dinamo Moskwa                 |
| 8.  | Ural Ufa                      |
| 9.  | Dinamo-LO Sosnowy Bór         |
| 10. | Nowa Nowokujbyszewsk          |
| 11. | Gazprom-Jugra Surgut          |
| 12. | Jenisiej Krasnojarsk          |
| 13. | Jugra-Samotłor Niżniewartowsk |
| 14. | Jarosławicz Jarosław          |

     Liga Mistrzów 2019/2020
     Puchar CEV 2019/2020
     Puchar Challenge 2019/2020
     spadek do Wysszej ligi "A"

## Transfery
| Zenit Kazań | Zenit Kazań |
| Przychodzą | Odchodzą |
| --- | --- |
| - Earvin N’Gapeth (Azimut Modena) - Aleksiej Spiridonow (Jenisiej Krasnojarsk) - Wadym Lichoszerstow (Fakieł Nowy Urengoj) - Andriej Surmaczewski (Akademia-Kazań) | - Wilfredo León (Sir Safety Conad Perugia) - Igor Yudin (Gas Sales Energia Piacenza) - Aleksandr Gucaluk (Biełogorje Biełgorod) - Maksim Pantielejmonienko (szuka klubu) |

| Zenit Petersburg | Zenit Petersburg |
| Przychodzą | Odchodzą |
| --- | --- |
| - Georg Grozer (Biełogorje Biełgorod) - Lukáš Diviš (Lokomotiw Nowosybirsk) - Siergiej Antipkin (Dinamo Moskwa) - Siergiej Pirajnen (Jugra-Samotłor Niżniewartowsk) - Aleksiej Safonow (Gazprom-Jugra Surgut) - Dmitrij Makarienko (Nowa Nowokujbyszewsk) - Siemion Kriwiczenko (Dinamo-LO Sosnowy Bór) | - Dražen Luburić (Halkbank) - Dienis Czeriejski (Ural Ufa) - Dienis Szypot´ko (Dinamo-LO Sosnowy Bór) - Filipp Woronkow (szuka klubu) - Maksim Szulgin (Lokomotiw Nowosybirsk) - Aleksandr Bołdyriew (Dinamo-LO Sosnowy Bór) - Walerij Komarow (szuka klubu) |

| Dinamo Moskwa | Dinamo Moskwa |
| Przychodzą | Odchodzą |
| --- | --- |
| - Siergiej Grankin (Biełogorje Biełgorod) - Ilja Własow (Fakieł Nowy Urengoj) - Jewgienij Baranow (Dagestan Machaczkała) - Walentin Bezrukow (Fakieł Nowy Urengoj) - Aleksandr Kowalow (Dinamo-LO Sosnowy Bór) - Stanisław Jeriomin (Dinamo-LO Sosnowy Bór) | - Dienis Kalinin (AZS Olsztyn) - Aleksandr Kimerow (Fakieł Nowy Urengoj) - Siergiej Antipkin (Zenit Petersburg) - Artiom Jermakow (Lokomotiw Nowosybirsk) - Roman Bragin (Ural Ufa) - Dmitrij Jakowlew (Neftochimik 2010 Burgas) - Walentin Striliczuk (Jenisiej Krasnojarsk) |
| w trakcie sezonu | |
| - Grzegorz Pająk (Tokat Belediye Plevnespor) - Romanas Szkulawiczus (Nowa Nowokujbyszewsk) - Aleksiej Kabieszow (Nowa Nowokujbyszewsk) - Aleksandr Bołdyriew (Dinamo-LO Sosnowy Bór)                                                                        | - Siergiej Grankin (Berlin Recycling Volleys) - Aleksandr Kowalow (Nowa Nowokujbyszewsk) - Aleksiej Chanchikow (Nowa Nowokujbyszewsk) |

| Kuzbass Kemerowo | Kuzbass Kemerowo |
| Przychodzą | Odchodzą |
| --- | --- |
| - Iwan Diemakow (Dinamo-LO Sosnowy Bór) - Iwan Lukianienko (Lokomotiw Nowosybirsk) - Michaił Szczerbakow (Lokomotiw Nowosybirsk) - Siemion Dmitrijew (Jarosławicz Jarosław) | - Nikołaj Apalikow (Lokomotiw Nowosybirsk) - Dmitrij Iljinych (Jenisiej Krasnojarsk) - Siergiej Makarow (szuka klubu) - Iwan Ropawka (Nieftianik Almietjewsk) |

| Biełogorje Biełgorod | Biełogorje Biełgorod |
| Przychodzą | Odchodzą |
| --- | --- |
| - John Perrin (Beijing Volleyball) - Nemanja Petrić (Halkbank) - Dienis Ziemczonok (Dinamo-LO Sosnowy Bór) - Aleksandr Gucaluk (Zenit Kazań) - Walentin Gołubiew (Lokomotiw Nowosybirsk) - Siergiej Baranow (Dagestan Machaczkała) - Anton Siomiszew (Gazprom-Jugra Surgut) | - Georg Grozer (Zenit Petersburg) - Nikołaj Nikołow (Sporting CP) - Jan Jereszczenko (Arhavi Belediyesi Spor) - Dmitrij Muserski (Suntory Sunbirds) - Siergiej Grankin (Dinamo Moskwa) - Siergiej Tietiuchin (zakończenie kariery) - Konstantin Bakun (Lokomotiw Nowosybirsk) - Roman Daniłow (Arhavi Belediyesi Spor) - Konstantin Siemionow (szuka klubu) - Nikita Jeriemin (Nowa Nowokujbyszewsk) |
| w trakcie sezonu | |
| - Siergiej Bagriej (Omonia Nikozja) | - Ilja Spodobiec (Jugra-Samotłor Niżniewartowsk) |

| Fakieł Nowy Urengoj | Fakieł Nowy Urengoj |
| Przychodzą | Odchodzą |
| --- | --- |
| - Erik Shoji (Top Volley Latina) - Artur Udrys (Guangdong Shenzhen Volleyball) - Aleksandr Kimierow (Dinamo Moskwa) - Andriej Ananiew (Nowa Nowokujbyszewsk) - Ilja Pietruszow (Nowa Nowokujbyszewsk) - Dienis Getman (Ural Ufa) - Dmitrij Kolienkowski (Lokomotiw Jekaterynburg) - Witalij Dikariew (Jugra-Samotłor Niżniewartowsk) - Dienis Szenkel (Akademia-Kazań) | - Ilja Własow (Dinamo Moskwa) - Wadym Lichoszerstow (Zenit Kazań) - Pawieł Moroz (Dinamo-LO Sosnowy Bór) - Igor Tiurin (Pallavolo Macerata) - Władimir Szyszkin (Dinamo-LO Sosnowy Bór) - Walentin Bezrukow (Dinamo Moskwa) - Andriej Aleksiew (Iskra Odincowo) |

| Lokomotiw Nowosybirsk | Lokomotiw Nowosybirsk |
| Przychodzą | Odchodzą |
| --- | --- |
| - Fabian Drzyzga (Olympiakos Pireus) - Marko Ivović (Funvic Taubaté) - Nikołaj Apalikow (Kuzbass Kemerowo) - Konstantin Bakun (Biełogorje Biełgorod) - Artiom Jermakow (Dinamo Moskwa) - Maksim Szulgin (Zenit Petersburg) - Pawieł Zacharow (Jenisiej Krasnojarsk) | - Arslan Ekşi (szuka klubu) - Marcus Nilsson (szuka klubu) - Maksim Żygałow (Cerrad Czarni Radom) - Lukáš Diviš (Zenit Petersburg) - Walentin Gołubiew (Biełogorje Biełgorod) - Michaił Szczerbakow (Kuzbass Kemerowo) - Iwan Lukianienko (Kuzbass Kemerowo) - Siergiej Andriewski (Montana) |

| Nowa Nowokujbyszewsk | Nowa Nowokujbyszewsk |
| Przychodzą | Odchodzą |
| --- | --- |
| - Yordan Bisset Astengo (Minas Tênis Clube) - Aleksiej Kabieszow (Ural Ufa) - Michaił Morow (Jarosławicz Jarosław) - Anton Botin (Dinamo-LO Sosnowy Bór) - Nikita Jeriemin (Biełogorje Biełgorod) - Arsienij Sarlybajew (Akademia-Kazań) | - Todor Skrimow (Tonno Callipo Calabria Vibo Valentia) - Dmitrij Makarienko (Zenit Petersburg) - Ilja Pietruszow (Fakieł Nowy Urengoj) - Andriej Ananiew (Fakieł Nowy Urengoj) - Aleksandr Moczałow (Ural Ufa) - Aleksiej Lipiesin (szuka klubu) |
| w trakcie sezonu | |
| - Dienis Kalinin (AZS Olsztyn) - Aleksandr Kowalow (Dinamo Moskwa) - Aleksiej Chanchikow (Dinamo Moskwa) | - Yordan Bisset Astengo (Gazprom-Jugra Surgut) - Romanas Szkulawiczus (Dinamo Moskwa) - Dienis Biriukow (Dinamo-LO Sosnowy Bór) |

| Ural Ufa | Ural Ufa |
| Przychodzą | Odchodzą |
| --- | --- |
| - Oleg Antonow (Ziraat Bankası) - Dienis Czeriejski (Zenit Petersburg) - Roman Bragin (Dinamo Moskwa) - Aleksandr Moczałow (Nowa Nowokujbyszewsk) - Aleksandr Rodionow (Dinamo Czelabińsk) | - Ryley Barnes (Kioene Padwa) - Aleksiej Kabieszow (Nowa Nowokujbyszewsk) - Andriej Koleśnikow (Dinamo-LO Sosnowy Bór) - Dienis Getman (Fakieł Nowy Urengoj) - Artiom Toktasz (szuka klubu) |
| w trakcie sezonu | |
| | - Daniele Bagnoli (I trener) (Tonno Callipo Vibo Valentia) - Oleg Antonow (Galatasaray SK)                                                                                                  |

| Gazprom-Jugra Surgut | Gazprom-Jugra Surgut |
| Przychodzą | Odchodzą |
| --- | --- |
| - Siergiej Bagriej Omonia Nikozja) - Roman Jegorow (Dinamo Czelabińsk) - Anton Małyszew (Lokomotiw Jekaterynburg) - Artiom Dowgan (Groznyj Grozny) - Leonid Schadiłow (Jarosławicz Jarosław) | - Dienis Ignatiew (szuka klubu) - Aleksiej Safonow (Zenit Petersburg) - Aleksandr Płatonow (Jugra-Samotłor Niżniewartowsk) - Anton Somiszew (Biełogorje Biełgorod) |
| w trakcie sezonu | |
| - Yordan Bisset Astengo (Nowa Nowokujbyszewsk) | |

| Jenisiej Krasnojarsk | Jenisiej Krasnojarsk |
| Przychodzą | Odchodzą |
| --- | --- |
| - Paul Carroll (Berlin Recycling Volleys) - Nicolas Marechal (Consar Rawenna) - Dmitrij Iljinych (Kuzbass Kemerowo) - Walentin Strilczuk (Dinamo Moskwa) | - Antonin Rouzier (Toray Arrows) - Joandry Díaz (szuka klubu) - Aleksiej Spiridonow (Zenit Kazań) - Pawieł Zacharow (Lokomotiw Nowosybirsk) - Dmitrij Lieontiew (Jugra-Samotłor Niżniewartowsk) |

| Dinamo-LO Sosnowy Bór | Dinamo-LO Sosnowy Bór |
| Przychodzą | Odchodzą |
| --- | --- |
| - Pawieł Moroz (Fakieł Nowy Urengoj) - Władimir Szyszkin (Fakieł Nowy Urengoj) - Dienis Szypot´ko (Zenit Petersburg) - Aleksandr Bołdyriew (Zenit Petersburg) - Andriej Koleśnikow (Ural Ufa) - Siergiej Rochin (Jarosławicz Jarosław) - Maksim Szpyliew (Jarosławicz Jarosław) | - Dienis Ziemczonok (Biełogorje Biełgorod) - Iwan Diemakow (Kuzbass Kemerowo) - Aleksandr Kowalow (Dinamo Moskwa) - Stanisław Jeriomin (Dinamo Moskwa) - Anton Botin (Nowa Nowokujbyszewsk) - Siemion Kriwiczenko (Zenit Petersburg) - Aleksiej Płużnikow (Jarosławicz Jarosław) |
| w trakcie sezonu | |
| - Swetosław Gocew (Tours VB) - Dmitrij Jakowlew (Neftochimik 2010 Burgas) - Dienis Biriukow (Nowa Nowokujbyszewsk) | - Aleksandr Bołdyriew (Dinamo Moskwa) |

| Jarosławicz Jarosław | Jarosławicz Jarosław |
| Przychodzą | Odchodzą |
| --- | --- |
| - Wiaczesław Tarasow (BBTS Bielsko-Biała) - Maksim Biełogorcew (Jugra-Samotłor Niżniewartowsk) - Oleg Centalowicz (UGS Nantes-Rezé) - Aleksiej Płużnikow (Dinamo-LO Sosnowy Bór) - Aleksandr Woropajew (Lokomotiw Jekaterynburg) - Rusłan Galimow (Dagestan Machaczkała) | - Peter Michalovič (UGS Nantes-Rezé) - Filip Habr (Volejbalový klub Kladno) - Aleksandr Kriwiec (Jarosławicz Jarosław) - Michaił Morow (Nowa Nowokujbyszewsk) - Siemion Dmitriew (Kuzbass Kemerowo) - Leonid Schadilow (Gazprom-Jugra Surgut) - Wiktor Nikonienko (Gubiernija Niżny Nowogród) - Siergiej Rochin (Dinamo-LO Sosnowy Bór) - Maksim Szpilew (Dinamo-LO Sosnowy Bór) - Jewgienij Rukawisznikow (Lokomotiw Jekaterynburg) |
| w trakcie sezonu | |
| - Saša Starović (Top Volley Latina) - Dmitrij Kozłow (Jugra-Samotłor Niżniewartowsk) | |

| Jugra-Samotłor Niżniewartowsk | Jugra-Samotłor Niżniewartowsk |
| Przychodzą | Odchodzą |
| --- | --- |
| - Aleksandr Kriwiec (Jarosławicz Jarosław) - Dmitrij Lieontiew (Jenisiej Krasnojarsk) - Aleksandr Płatonow (Gazprom-Jugra Surgut) - Władimir Jakimow (Lokomotiw Jekaterynburg) - Kiriłł Kostylienko (Lokomotiw Jekaterynburg) - Maksim Titow - Nikita Zudin - Aleksandr Militski - Ilja Kiriłłow - Artiom Niezielski (bez klubu) | - Maksim Biełogorcew (Jarosławicz Jarosław) - Siergiej Pirajnen (Zenit Petersburg) - Witalij Dikariew (Fakieł Nowy Urengoj) - Siergiej Panow (Dinamo Czelabińsk) - Jewgienij Bannow (szuka klubu) - Dmitrij Kozłow (szuka klubu) - Anton Dubrowin (szuka klubu) - Dmitrij Bieriezin (szuka klubu) |
| w trakcie sezonu | |
| - Lincoln Williams (MKS Będzin) - Ilja Spodobiec (Biełogorje Biełgorod) - Dienis Ignatiew (Biełogorje Biełgorod) - Iwan Nikiszin (VK Tiumeń) | - Dmitrij Kozłow (Jarosławicz Jarosław) |